# 佩纳加拉姆
佩纳加拉姆（Pennagaram），是印度泰米尔纳德邦Dharmapuri县的一个城镇。总人口15294（2001年）。

## 人口
该地2001年总人口15294人，其中男性7941人，女性7353人；0—6岁人口2027人，其中男1116人，女911人；识字率60.16%，其中男性为67.31%，女性为52.44%。